# Papilio leucotaenia
Papilio leucotaenia е вид насекомо от семейство Лястовичи опашки (Papilionidae). Видът е световно застрашен, със статут Уязвим.

## Разпространение
Разпространен е в Бурунди, Руанда и Уганда.